# Запис Шутића орах (Горња Мутница)
Запис Шутића орах (Горња Мутница) се налази на парцели чији је власник Шутић Драгомир.

## Локација
| Општина             | Параћин                                                          |
| Катастарска општина | Горња Мутница                                                    |
| Потес               | Велико брдо                                                      |
| Координате          | 43° 52′ 30″ С; 21° 33′ 00″ И / 43.875100000000003° С; 21.5501° И |
| Надморска висина    | 240m                                                             |

## Карактеристике
Дендрометријске вредности утврђене на терену и сателитским снимцима:
| Стабло                     | Орах |
| Висина стабла              | m    |
| Обим дебла                 | m    |
| Пречник крошње             | 15m  |
| Пречник дебла              | m    |
| Висина дебла до прве гране | m    |

## База записа
Запис је у оквиру Викимедија пројекта "Запис - Свето дрво" заведен под редним бројем 0399.